# 拉扎·杜米斯
拉扎·杜米斯（丹麥語：Riza Durmisi；1994年1月8日—）是一位丹麥足球運動員，場上司职左後衛，現時被意甲球隊拉素外借至西乙球隊萊加內斯，并曾代表丹麦国青队參加国际比賽。